# Host-Bus-Adapter

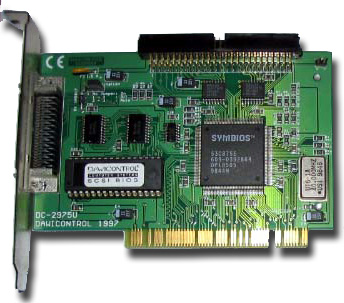
Host-Bus-Adapter (SCSI) für PCI

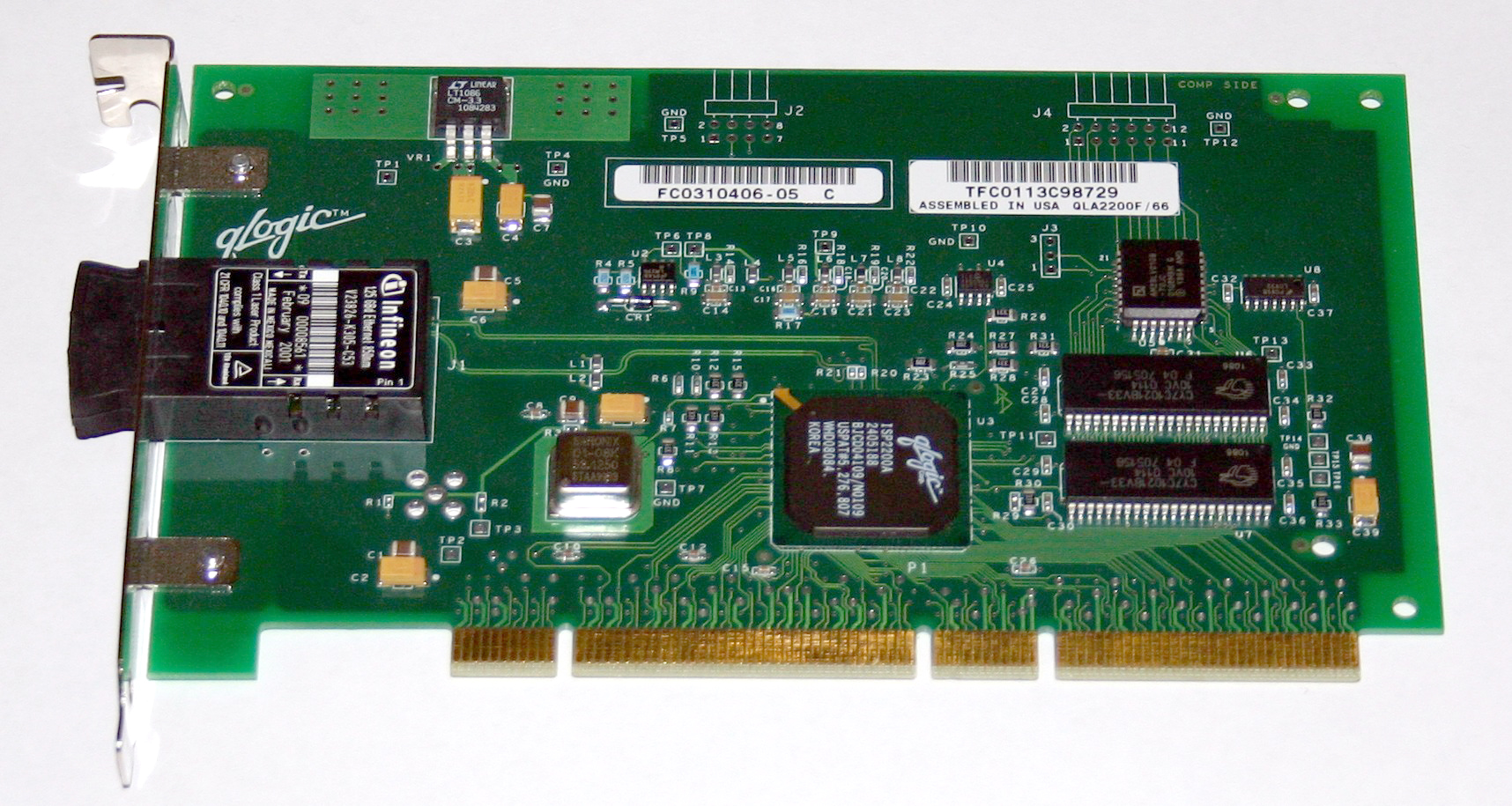
Host-Bus-Adapter (Fibre Channel) für PCI-X

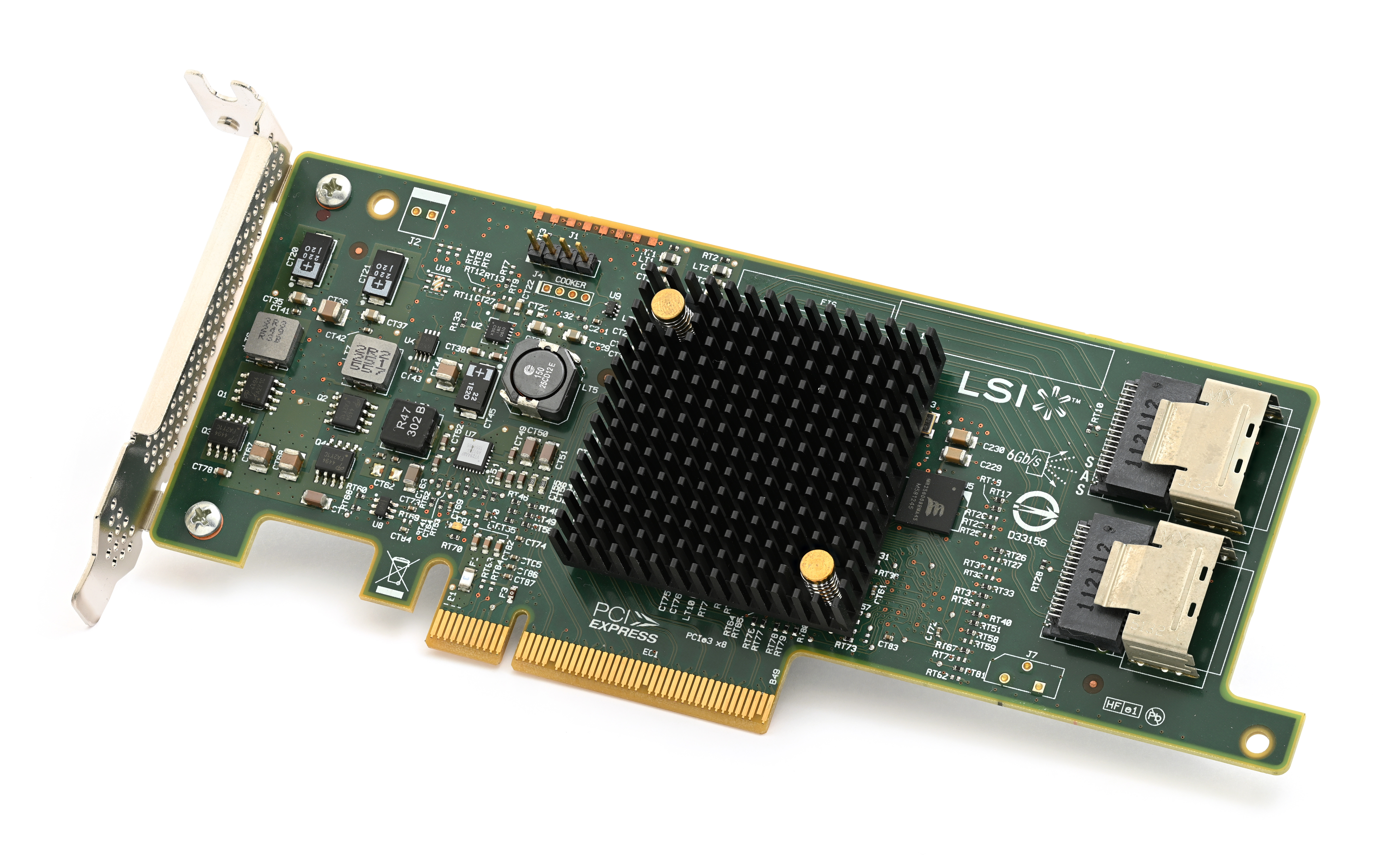
LSI 9207-8i SAS-Host-Bus-Adapter für PCIe

Ein Host-Bus-Adapter (HBA) – auch Hostadapter genannt – ist eine Hardwareschnittstelle, die ein Computersystem mit internen oder externen Geräten wie beispielsweise Speicher- oder Netzwerkgeräten verbindet. Er erweitert die Fähigkeiten des Computers um die Hardware-Kompatibilität zu einem bestimmten Bus-System. Der HBA ist seinerseits an einem internen Bus des Computers angeschlossen (z. B. dem PCI-Bus) und ermöglicht so den Austausch von Daten mit Geräten oder anderen Computern über mehrere Bus-Systeme hinweg.
Ein Host-Bus-Adapter kommt sowohl als optionale Erweiterung (Steckkarte) als auch in auf die Hauptplatine gelöteter Form vor.
Host-Bus-Adapter werden im allgemeinen Sprachgebrauch oft mit dem englischen Wort „Controller“ bezeichnet (z. B. „IDE-Controller“). Das ist aber – auch im Englischen – keine korrekte Bezeichnung, da die angeschlossenen Geräte heutzutage alle ihren eigenen Controller besitzen und der Host-Bus-Adapter diese Aufgabe nicht erfüllt. Die Benennung „Controller“ stammt aus einer Zeit, als Festplatten noch keine eigenen Controller besaßen und die Festplatten-Controller tatsächlich als Steckkarten in die Hauptplatinen von Computern gesteckt wurden (siehe z. B. ST506-Schnittstelle, ATA/ATAPI: Geschichte). Heute sind Festplatten-Controller auf der Unterseite von Festplatten auf deren Platine untergebracht. Letztere enthält außerdem die Schnittstelle zum Bus-System.
Der Begriff wird vorrangig im Zusammenhang mit den Bus-Systemen SCSI, ATA (IDE), SATA und Fibre Channel verwendet. Im Prinzip ist aber auch eine Netzwerkkarte ein HBA.
Einen weiteren Typ des HBA stellt der TCP Offload Engine (TOE) dar. Ein TOE ist mit einer aktiven Ethernet-Netzwerkkarte vergleichbar, wie sie häufig in Servern eingesetzt wird. Die Aufgabe dieser Karte besteht darin, rechenintensive Operationen auf dem TOE auszuführen und somit die CPU des Servers zu entlasten.
Eine interessante Weiterentwicklung des HBA im Zusammenhang mit Fibre Channel over Ethernet ist zudem der Converged Network Adapter (CNA), mit dessen Hilfe Endgeräte direkt mit dem FCoE-Fabric verbunden werden. Ein solcher Adapter stellt sowohl Fibre-Channel-Host-Bus-Adapter- als auch klassische Network-Interface-Card-Funktionen auf einer Hardware zur Verfügung.
Zu den bekanntesten Herstellern von HBA- beziehungsweise TOE-Karten zählen Adaptec, QLogic, JNI, LSI (Engenio), Alacritech und Emulex.